# صباح الخير يا فيتنام
صباح الخير يا فيتنام هو فيلم من نوع كوميديا دراما وكوميديا وحربي أُصدر في 23 ديسمبر 1987. الفيلم من إنتاج توتشستون بيكشرز، ومن توزيع والت ديزني ستوديوز موشن بيكشرز، وهو من إخراج باري ليفنسون، أما السيناريو فكان من كتابة Mitch Markowitz ‏.

## القصة
تقع أحداث الفيلم في فيتنام. وقصة الفيلم الرئيسية حول حرب الفيتنام.

## طاقم التمثيل
- مارك جونسون
- ريتشارد ايدسون
- فورست ويتكر، بدور Edward Garlick ‏
- ريتشارد بورتنوو
- Chintara Sukapatana [الإنجليزية]‏
- J. T. Walsh [الإنجليزية]‏
- برونو كيربي
- نبيلة يلينغم
- روبن ويليامز، بدور أدريان كروناور
- ريتشارد نيكسون
- روبرت ووهل

## الإنتاج
موسيقى الفيلم التصويرية كانت من تأليف أليكس نورث.

## وصلات خارجية
- صباح الخير يا فيتنام على موقع IMDb (الإنجليزية)
- صباح الخير يا فيتنام على موقع ميتاكريتيك (الإنجليزية)
- صباح الخير يا فيتنام على موقع الموسوعة البريطانية (الإنجليزية)
- صباح الخير يا فيتنام على موقع روتن توميتوز (الإنجليزية)
- صباح الخير يا فيتنام على موقع نتفليكس (الإنجليزية)
- صباح الخير يا فيتنام على موقع قاعدة بيانات الأفلام العربية
- صباح الخير يا فيتنام على موقع ألو سيني (الفرنسية)
- صباح الخير يا فيتنام على موقع Turner Classic Movies (الإنجليزية)
- صباح الخير يا فيتنام على موقع أول موفي (الإنجليزية)
- صباح الخير يا فيتنام على موقع بوكس أوفيس موجو (الإنجليزية)